# Yvonne Monlaur
 Yvonne Monlaur (Pau, 1939. december 15. – Neuilly-sur-Seine, 2017. április 18.) francia színésznő.

## Filmjei

### Mozifilmek
- Treize à table (1955)
- Mannequins de Paris (1956)
- Egy életművész Marseille-ben (Honoré de Marseille) (1956)
- Les collégiennes (1957)
- Les lavandières du Portugal (1957)
- Non sono più Guaglione (1958)
- Amore a prima vista (1958)
- 3 straniere a Roma (1958)
- Anche l’inferno trema (1958)
- Avventura a Capri (1959)
- Destinazione Sanremo (1959)
- Quel tesoro di papà (1959)
- La cento chilometri (1959)
- Spavaldi e innamorati (1959)
- Inn for Trouble (1960)
- Circus of Horrors (1960)
- Dracula menyasszonyai (The Brides of Dracula) (1960)
- Nápolyban kezdődött (It Started in Naples) (1960)
- The Terror of the Tongs (1961)
- Gerarchi si muore (1961)
- Time to Remember (1962)
- Lemmy pour les dames (1962)
- Lo sparviero dei Caraibi (1962)
- Egy asszonyért, egy asszonyért (À cause, à cause d'une femme) (1963)
- Le temps des copains (1963)
- Le concerto de la peur (1963)
- Nick Carter va tout casser (1964)
- Felettünk az ég (Le ciel sur la tête) (1965)
- Mission spéciale à Caracas (1965)
- Die Rechnung - eiskalt serviert (1966)

### Tv-filmek
- Woman in Love (1958)
- The Third Man (1959, tv-sorozat, egy epizódban)
- Tales of the Vikings (1960, tv-sorozat, egy epizódban)
- The Edgar Wallace Mystery Theatre (1962, tv-sorozat, egy epizódban)
- Bayard (1964, tv-sorozat)
- Der Tod läuft hinterher (1967, tv-sorozat, egy epizódban)
- Agence Intérim (1969, tv-sorozat, egy epizódban)